# Daniel Mangeas
Daniel Mangeas, né le 10 avril 1949 à Mortain (Manche), est un commentateur sportif spécialisé dans les courses cyclistes, connu en particulier comme étant la « voix du tour de France » jusqu'en 2014. 

## Biographie
Aîné de la fratrie, de parents ouvriers, il obtient son certificat d'études primaires en 1963. Souhaitant devenir journaliste, l'aîné « doit travailler » et devient boulanger pendant dix ans. Il commente sa première course en 1965 à l'âge de 16 ans pour une course cycliste locale dans son village de Saint-Martin-de-Landelles. Il est repéré dans cette fonction de commentateur par Albert Bouvet, directeur adjoint du Tour de France qui passe alors souvent par Saint-Martin pour préparer le Grand Prix des Nations. Ce dernier lui propose de venir travailler sur le Tour en 1974 en tant que speaker-adjoint dans la Chevrolet sonorisée qui précède les coureurs et pour commenter les départs des contres-la-montre. Lors de ce tour de France 1974, le speaker principal Pierre Schori tombe en panne de voiture, il est alors appelé à le remplacer au pied levé et à commenter l'arrivée de la 16e étape La Seu d'Urgell - Pla d'Adet. En 1976, il devient le speaker animateur officiel lorsque Pierre Schori part à la retraite, officiant au départ pour présenter chacun des coureurs et à l’arrivée de l’étape dont il commente les 50 derniers kilomètres. Sa voix légèrement éraillée est devenue indissociable de celle du tour.
Il officie également en tant que speaker sur de nombreuses courses et critériums du territoire français ainsi qu'à l'étranger (ex. : Belgique avec les classiques ardennaises, Tour du Gabon, Six jours de Grenoble, Critérium du Dauphiné, Route du Sud…). Son frère Hervé Mangeas pratique le même métier et est speaker info public sur le tour de France.
Il enregistre un duo avec Michel Pruvot intitulé La Chanson du tour en 2013 à l'occasion de la centième édition du Tour de France.
Connu comme "l'encyclopédie vivante de la caravane" pour sa connaissance approfondie du palmarès de chaque coureur grâce à un petit carnet, il a également créé la Polynormande.
À la fin de l'année 2014, Mangeas arrête sa fonction sur le Tour de France et les autres courses organisées par ASO, mais il continue d'animer toutes les courses professionnelles du calendrier français.

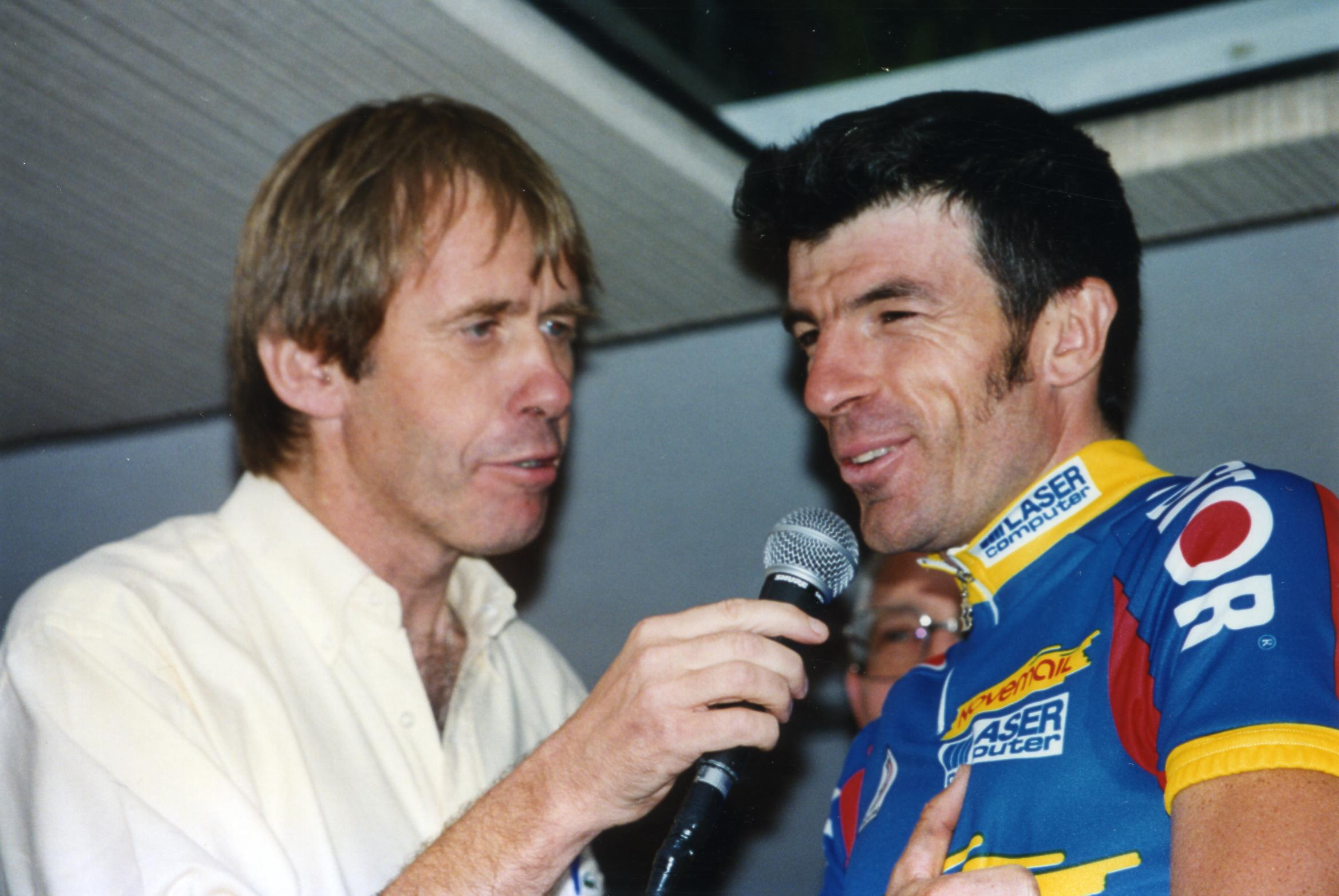
Daniel Mangeas interviwant Ronan Pensec.
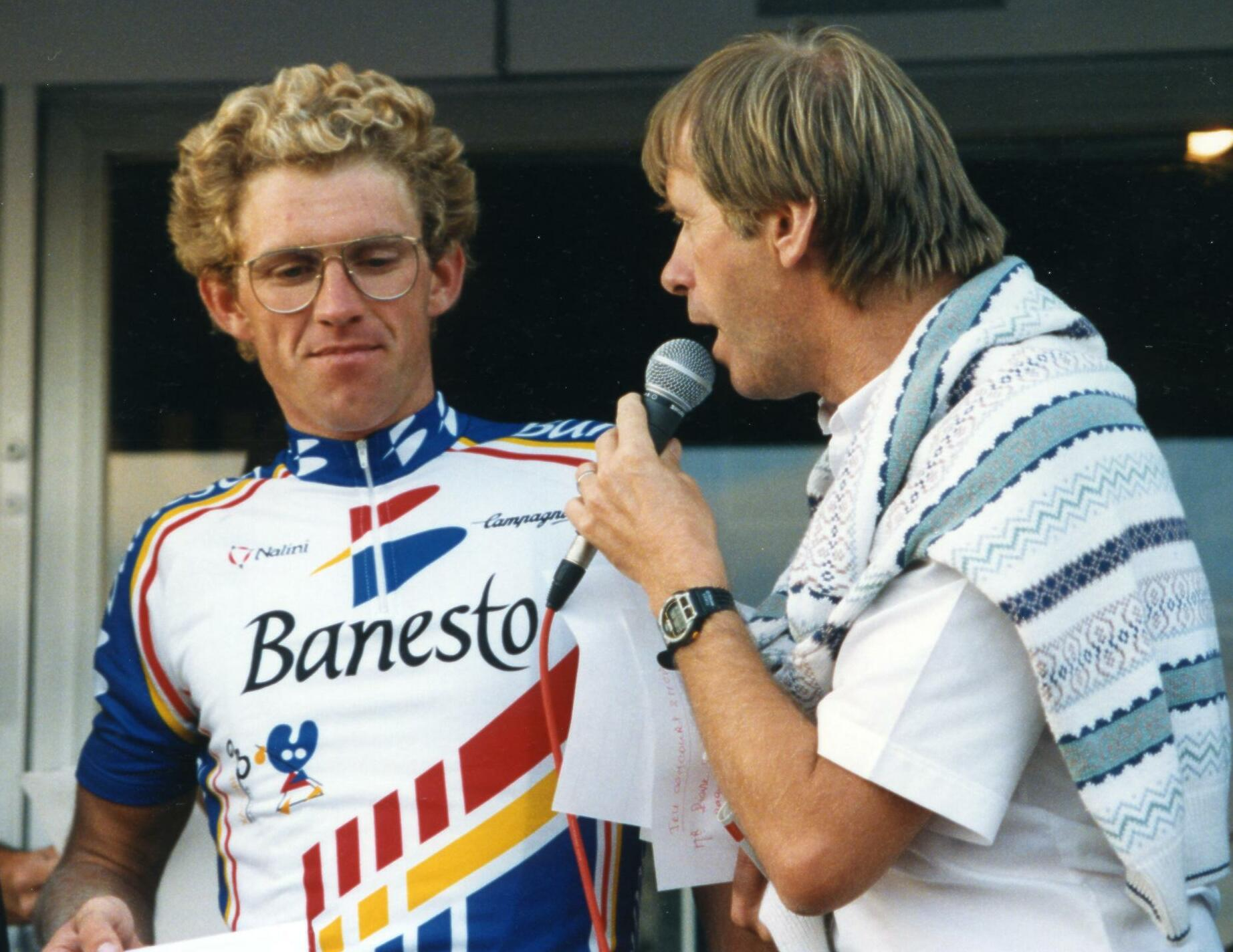
Gérard Rué répond aux questions de Daniel Mangeas au "Critérium de Lèves" 1993.
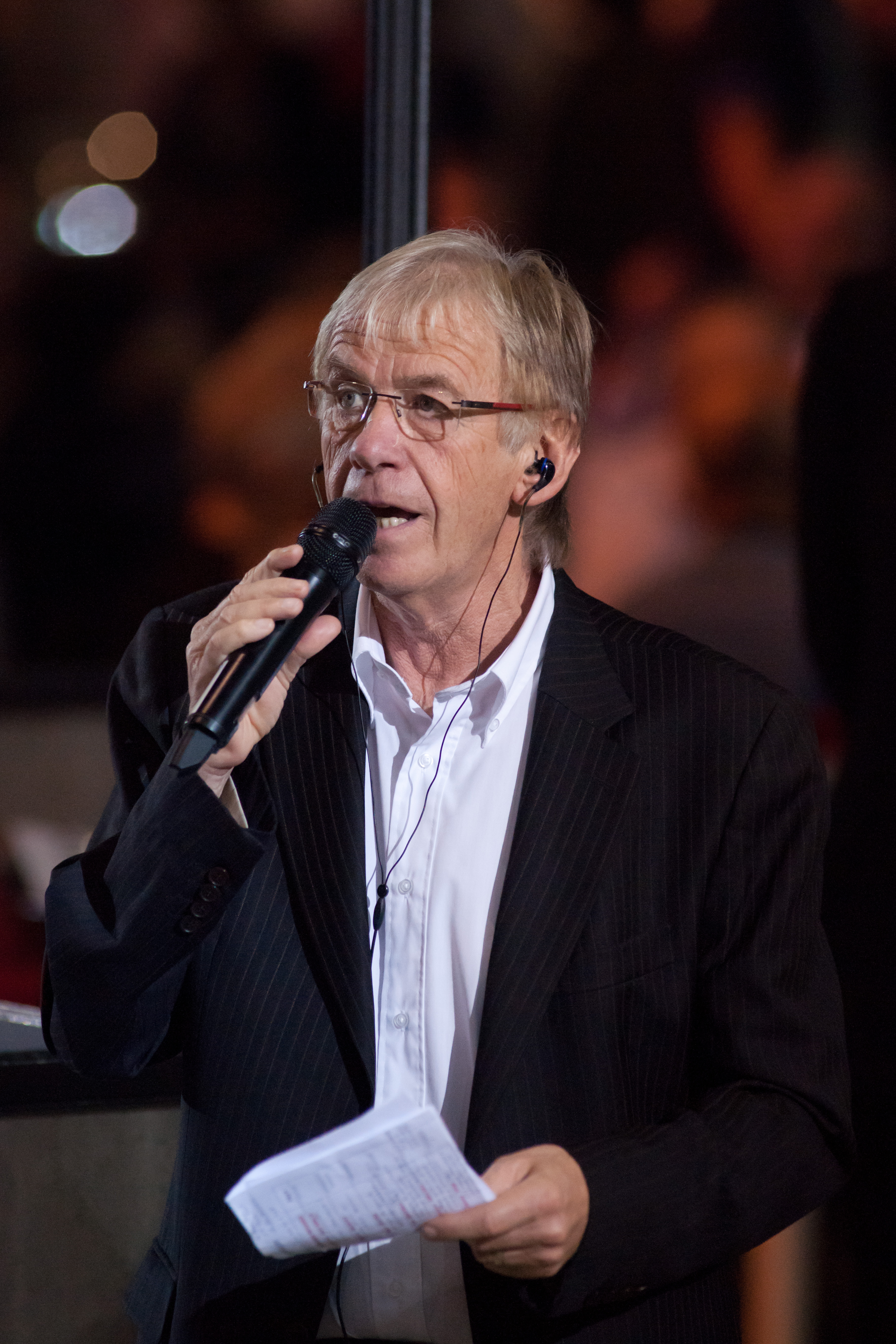
Daniel Mangeas commentant les "Six jours de Grenoble" 2011.
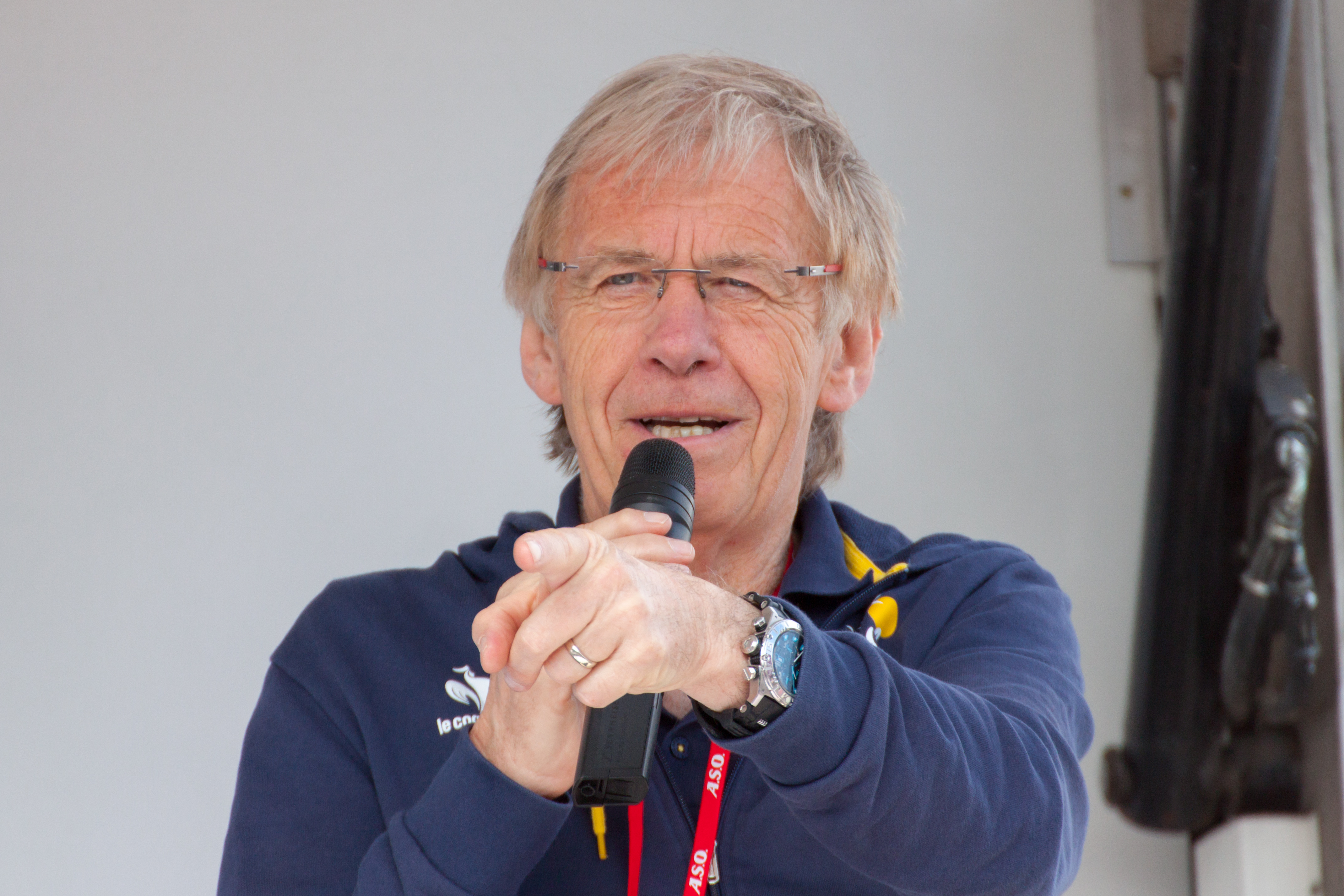
Daniel Mangeas à la présentation des coureurs au départ de la 1re étape du "Critérium du Dauphiné 2012".
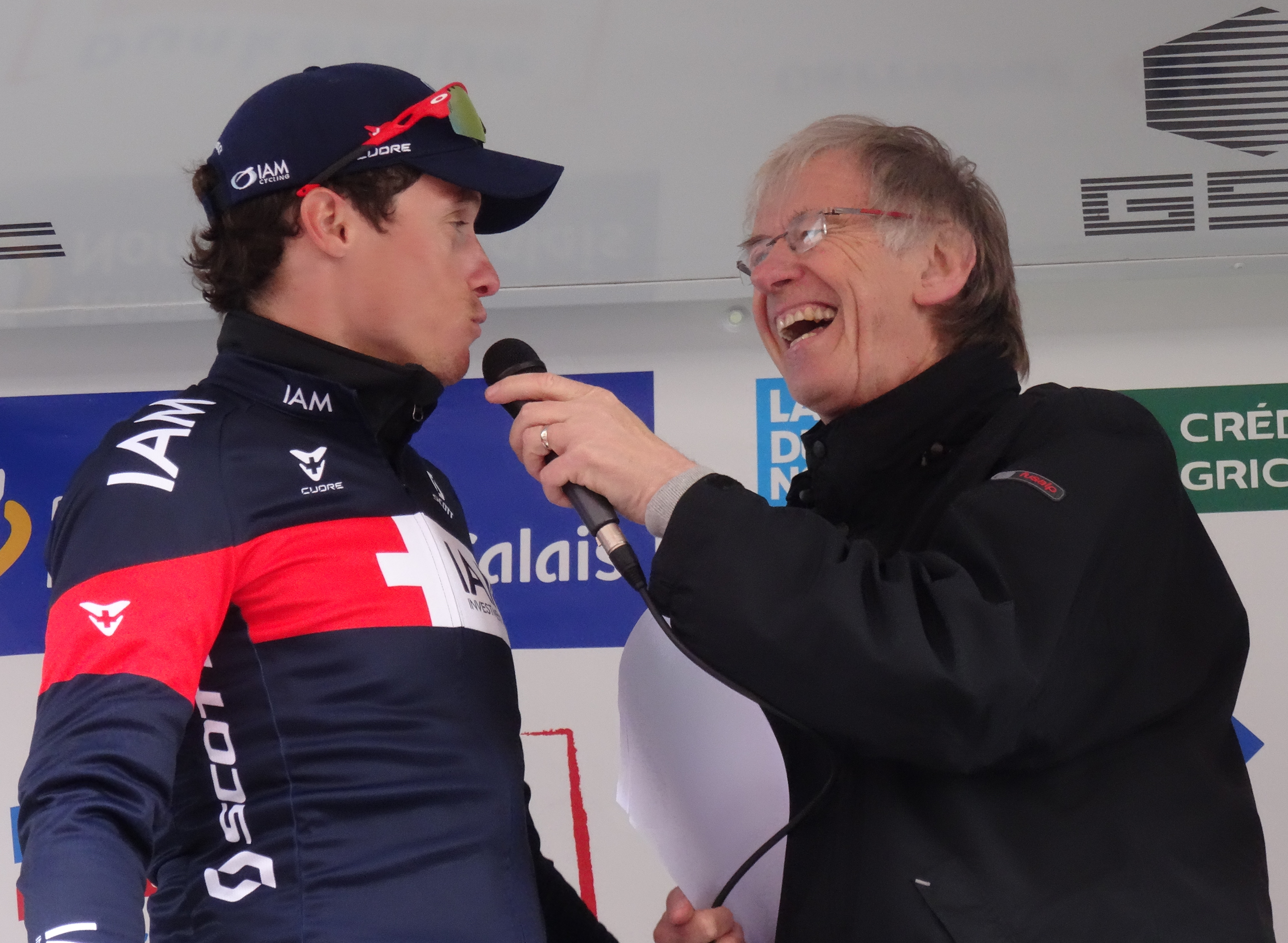
Daniel Mangeas avec Sylvain Chavanel le dimanche 11 mai 2014 à l'arrivée de la cinquième et dernière étape des Quatre Jours de Dunkerque 2014.

## Distinctions
- Chevalier de l'ordre national du Mérite (décret du 30 avril 2002)[11]